# Stranded
Stranded to piosenka szwedzkiej piosenkarki Agnes Carlsson. Jest to drugi singel artystki, promujący debiutancki album Agnes.

## Pozycje na listach
| Lista (kraj)                | Najwyższa pozycja |
| --------------------------- | ----------------- |
| Sverigetopplistan (Szwecja) | 27                |